# Michaił Chwatkow
Michaił Pietrowicz Chwatkow, ros. Михаил Петрович Хватков (ur. 24 listopada 1925 we wsi Griaznucha (obecnie Ługowoje będące częścią miasta Uljanowsk), zm. 25 czerwca 1944 w rejonie bieszenkowickim w obwodzie witebskim) – radziecki saper, kapral (jefrejtor), uhonorowany pośmiertnie tytułem Bohatera Związku Radzieckiego (1945).

## Życiorys
Urodził się w rodzinie chłopskiej. Skończył 7 klas, pracował w kołchozie, w lutym 1943 został powołany do armii. Od sierpnia 1943 uczestniczył w wojnie z Niemcami, walczył na Froncie Woroneskim, Nadbałtyckim, 2 i 2 Nadbałtyckim. Brał udział w bitwie kurskiej i później w walkach o Lewobrzeżną Ukrainę i w operacji sumsko-pryłuckiej (od 26 sierpnia do 30 września 1943). Za zasługi w tych walkach 2 marca 1944 przyznano mu medal „Za Odwagę”. Szczególnie wyróżnił się podczas operacji witebsko-orszańskiej (będącej częścią operacji Bagration) na terytorium Białorusi przy forsowaniu zachodniej Dźwiny. Jako saper 76 gwardyjskiego samodzielnego batalionu saperów 67 Gwardyjskiej Dywizji Piechoty 6 Gwardyjskiej Armii 1 Frontu Nadbałtyckiego w stopniu gefrajtera 24 czerwca 1944 wykonał tratwę i przetransportował nią 60 żołnierzy ze sprzętem i amunicją, a także 7 rannych. Następnego dnia zginął w walce. Uchwałą Prezydium Rady Najwyższej ZSRR z 24 marca 1945 pośmiertnie otrzymał Złotą Gwiazdę Bohatera Związku Radzieckiego i Order Lenina. Jego imieniem nazwano ulicę w Uljanowsku.